# Суверенний фонд Саудівської Аравії
Суверенний фонд Саудівської Аравії (араб. صندوق الاستثمارات العامة) — суверенний фонд багатства Саудівської Аравії. Один з найбільших суверенних фондів у світі із загальними оцінками активів у 925 мільярдів доларів США (726,3 мільярда фунтів стерлінгів). Був створений у 1971 році з метою інвестування коштів від імені уряду Саудівської Аравії. Фонд контролюється наслідним принцом Мохаммедом бін Салманом, фактичним правителем Саудівської Аравії з 2015 року.
Понад 60% діяльності фонду здійснюється в Саудівській Аравії. У Саудівській Аравії інвестиції фонду в основному спрямовуються в приватні конгломерати, що належать відомим саудівським бізнес-сім'ям, які мають тісні зв'язки з саудівською правлячою сім'єю. За межами Саудівської Аравії інвестиції фонду у відомі іноземні активи, такі як футбольний клуб Прем’єр-ліги «Ньюкасл Юнайтед», викликали суперечки через відсутність прозорості та жорсткого контролю з боку уряду Саудівської Аравії, який сам зазнав значної критики через відсутність прав людини в країна.